# Ç (латиница)
Ç, ç (C с седилью) — буква расширенной латиницы, используется в албанском, азербайджанском, курдском, турецком, туркменских языках. Также встречается в романских языках, таких как каталонский, окситанский, португальский, французский. Кроме того, буква используется в латинизированных версиях алфавитов казахского и татарского языков.
Во французском языке означает звук [s] перед буквами a, o, u (ça [sa]). Аналогично используется в португальском и каталанском языках.
В албанском и в большинстве романизированных тюркских алфавитов Ç обозначает звук [t͡ʃ] (тур. çay — «чай») в отличие от яналифа, где обозначала [ʒ] или [d͡ʒ].
Во время проекта латинизации русского языка эта буква соответствовала кириллической букве Цц.
В международном фонетическом алфавите соответствует глухому палатальному спиранту.
В курдской латинице, используемой в Армении и Грузии, обозначает звук [t͡ʃʰ].